# Ungarische Badminton-Mannschaftsmeisterschaft 2023
Die Ungarische Badminton-Mannschaftsmeisterschaft 2023 war die 55. Auflage des Teamwettstreits in Ungarn. Es wurde ein Wettbewerb für gemischte Mannschaften ausgetragen. Meister wurde das Team von Pécsi Multi Alarm SE vor Tisza Tollas SE und Fehérvár BSE.

## Endstand
| Platz | Mannschaft |
| ----- | --- |
| 1.    | Pécsi Multi Alarm SE (Daniella Gonda, Bene Benjamin Kiss, Gergő Pytel, Gatjra Piliang Fiqihilani Cupu, Zsófi Szabó, Csanád Horváth, Yevheniia Kantemyr, Kristóf Tóth, Petra Hart, Márton Szerecz, Bianka Bukoviczki, Gergely Krausz, Barnabás Tóth, Ou Yang Wang, Miklós Végh) |
| 2.    | El-Co Tech Tisza Tollas SE (Bálint Pápai, Balázs Pápai, Ádám Könczöl, Didi Purwanto, Zoltán Kereszti, Luca Pápai, Márton Muhari, Nelli Dudás, Mira Koszó) |
| 3.    | Fehérvár BSE (Kata Kustán, Máté Dubicz, Nóra Hircze, Noémi Kustán, Márton Szatzker, Alíz Simon, András Németh, Levente Nagy-Szabó, Dóra Tárkány-Szűcs, Balázs Pető, Zsombor Erdős, Dóra Kömives, Balázs Turzó, Ákos Mórocz)                                                    |